# The Truth About Love (албум певачице Пинк)
The Truth About Love шести је студијски албум америчке певачице Пинк. Објављен је 18. септембра 2012. године у посредству издавачке куће RCA Records. Албум углавном садржи поп рок музику, а текстови песама говоре о љубавним везама, раскидима и разним фазама и случајевима љубави, као и о феминизму, полној моћи и социјалној искључености. Поред Пинк, на албуму су као гостујући извођачи учествовали Еминем, Лили Ален и Нејт Руес.
У САД-у, албум је достигао на прво место рекордне листе Билборд 200, са продајом у преко 281.000 примерака у првој недељи, тиме постајући певачицин први албум који је дебитовао на првом месту, а Америчко удружење дискографских кућа га је сертификовало двоструком платинастом наградом након продаје у преко два милиона примерака. Албум је такође дебитовао на првом месту и у Аустралији, Аустрији, Канади, Немачкој, Новом Зеланду, Шведској и Швајцарској. The Truth About Love је постао и најпродаванији албум у Аустралији, у години кад је издат. Према подацима „Међународне федерације фонографске индустрије”, ово је био седми најпродаванији албум у 2012. години са продајом у преко 2,6 милиона примерака. Од јула 2014. албум је продат у приближно 2 милиона примерака у САД-у, а процењена продаја у свету била је 7 милиона, чиме ово постаје њен најуспешнији албум након албума Missundaztood, објављеног 2001. године.
Први сингл са албума, Blow Me (One Last Kiss) објављен је у јулу 2012. године и три недеље је био на петом месту америчке рекордне листе Билборд хот 100, а због продаје у преко милион примераа награђен је платинастом наградом, а такође се нашао и на листи десет најбољих песама у неколико других земаља. Следећа два сингла Try и Just Give Me a Reason стекла су велики успех. Како би промовисала албум, Пинк је одржала на концертну турнеју, под називом Truth About Love Tour, у фебруару 2013. године. Турнеја је била одржана у више америчких и европских земаља, као и у Аустралији, а завршила се 31. јануара 2014.